# Oxsjön (Sätila socken, Västergötland)
Oxsjön är en sjö i Kungsbacka kommun och Marks kommun i Västergötland och ingår i Kungsbackaåns huvudavrinningsområde. Sjön är 15 meter djup, har en yta på 0,908 kvadratkilometer och befinner sig 122,4 meter över havet. Sjön avvattnas av vattendraget Kungsbackaån (Lindomeån).

## Delavrinningsområde
Oxsjön ingår i det delavrinningsområde (639185-129475) som SMHI kallar för Inloppet i Östra Ingsjön. Medelhöjden är 138 meter över havet och ytan är 13,65 kvadratkilometer. Det finns inga avrinningsområden uppströms utan avrinningsområdet är högsta punkten. Avrinningsområdets utflöde Kungsbackaån (Lindomeån) mynnar i havet. Avrinningsområdet består mestadels av skog (79 %). Avrinningsområdet har 1,05 kvadratkilometer vattenytor vilket ger det en sjöprocent på 7,7 %.